# Pseudocrossocheilus longibullus
Pseudocrossocheilus longibullus är en fiskart som först beskrevs av Su, Yang och Xiaolong Cui 2003.  Pseudocrossocheilus longibullus ingår i släktet Pseudocrossocheilus och familjen karpfiskar. Inga underarter finns listade i Catalogue of Life.